# George Morley
George Morley (27 février 1598 - 29 octobre 1684) est un évêque anglican anglais, évêque de Worcester puis de Winchester.

## Jeunesse
Morley est né à Londres, en Angleterre, en février 1598, de Francis Morley et de Sarah Denham, et fait ses études à la Westminster School et à la Christ Church d'Oxford. Il est diplômé BA, 1618, et MA, 1621. Tout au long des années 1620 et 1630, il évolue dans les illustres cercles politiques intellectuels de Lucius Cary, 2e vicomte Falkland à Great Tew . Au cours de ces années, il est aumônier domestique de Robert Dormer (1er comte de Carnarvon) . En 1640, il est présenté à la sinécure vivant de Hartfield, Sussex, et l'année suivante il est fait chanoine de Christ Church, Oxford et échange Hartfield pour le presbytère de Mildenhall, Wiltshire.

## Guerres civiles et Interrègne
Il prêche devant la Chambre des communes en 1642, mais son sermon offense, et quand en 1647 il prend une part importante dans la résistance à la visite parlementaire de l'Université d'Oxford, il est privé de son canonicat et de sa cure.
Quittant l'Angleterre, il rejoint la cour de Charles II, et devient l'un des principaux clercs à La Haye. Peu de temps avant la Restauration, il vient en Angleterre dans le cadre d'une mission couronnée de succès pour gagner pour Charles le soutien des presbytériens. En 1660, il retrouve son canonicat et devient rapidement doyen de Christ Church ,. La même année, il devient évêque de Worcester. Il est élu au siège le 9 octobre, confirmé le 23 octobre et consacré évêque le 28 octobre. À la Conférence de Savoie de 1661, il est le principal représentant des évêques. Il est transféré au siège de Winchester en 1662 et nommé doyen de la chapelle royale en 1663, poste qu'il occupe jusqu'à son renvoi par Charles II en 1668.

## Œuvres
Ses ouvrages sont peu nombreux et principalement polémiques, par exemple L'évêque de Worcester à un ami pour sa justification des calomnies de M. Richard Baxter.